# 1585
- Wikisource

| Calendário gregoriano                                                        | 1585 MDLXXXV                        |
| Ab urbe condita                                                              | 2338                                |
| Calendário arménio                                                           | 1034 – 1035                         |
| Calendário bahá'í                                                            | -259 – -258                         |
| Calendário budista                                                           | 2129                                |
| Calendário chinês                                                            | 4281 – 4282 Início a 31 de janeiro  |
| Calendário copta                                                             | 1301 – 1302                         |
| Calendário etíope                                                            | 1577 – 1578                         |
| Calendários hindus - Vikram Samvat - Calendário nacional indiano - Cáli Iuga | 1640 – 1641 1506 – 1507 4685 – 4686 |
| Calendário Holoceno                                                          | 11585                               |
| Calendário islâmico                                                          | 993 – 994                           |
| Calendário judaico                                                           | 5345 – 5346                         |
| Calendário persa                                                             | 963 – 964                           |
| Calendário rúnico                                                            | 1835                                |
| Calendário solar tailandês                                                   | 2128                                |

1585 (MDLXXXV, na numeração romana)  foi um ano comum do século XVI do actual Calendário Gregoriano, da Era de Cristo, a sua letra dominical foi F (52 semanas), teve início a uma terça-feira e terminou também a uma terça-feira.
| Ano completo                       |
| ---------------------------------- |
| Ano comum com início à terça-feira |

## Eventos
- 24 de Abril - É eleito papa o cardeal Felice Peretti Montalto que escolheu o nome de Sisto V, duas semanas depois da morte do papa Gregório XIII, terminando o conclave iniciada no domingo de Páscoa, 21 de abril.
- 26 de Abril - Nomeação nos Açores de Estevão Ferreira de Melo no cargo de Provedor das Armadas e naus da Índia.
- 5 de Agosto - Assinado o Tratado de Paz entre os índios Tabajaras e os Portugueses, criando-se então a cidade de Nossa Senhora das Neves, hoje conhecida como João Pessoa na Paraíba e os índios Tabajaras ofereceram apoio militar aos portugueses para expulsar os potiguares e assim aconteceu a Conquista da Paraíba
- 2 de Fevereiro - Fundação da ermida que deu lugar à Igreja de Santa Luzia de Angra, uma das mais antigas dos Açores.

## Nascimentos
- Armand Jean Du Pleiss, Cardeal de Richelieu, duque e político francês.
- Sasaki Kojirō, grande espadachim japonês (m. 13 de Abril de 1612).
- 12 de Fevereiro - Caspar Bartholin, o Velho, teólogo, médico e anatomista dinamarquês (m. 1629).

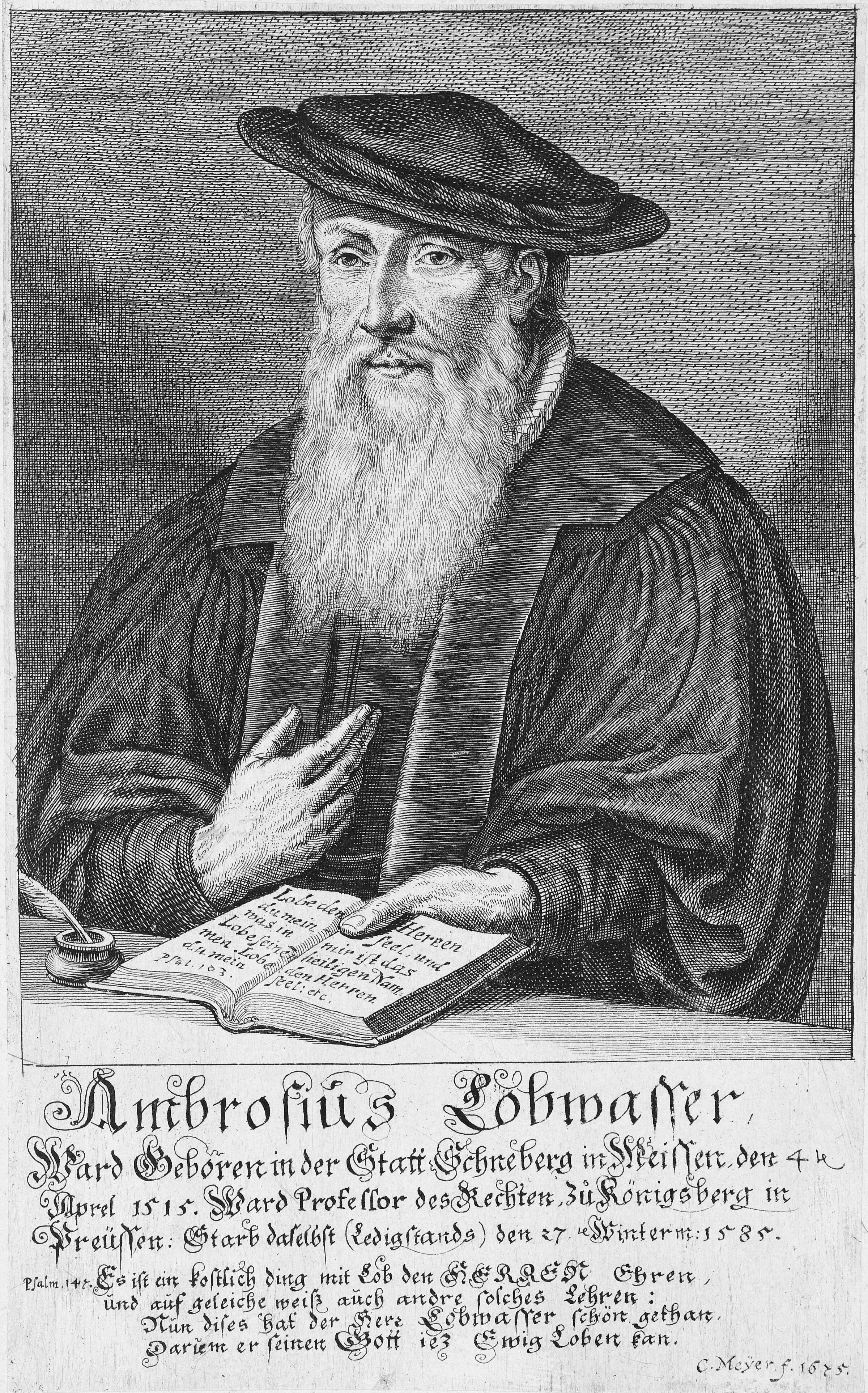
Ambrosius Lobwasser, humanista, jurista e poeta alemão.

## Mortes
- 10 de abril - Papa Gregório XIII (n. 1502).
- 1 de outubro - Ana da Dinamarca, esposa do príncipe-eleitor Augusto I da Saxónia (n. 1532)
- 27 de novembro - Ambrosius Lobwasser, humanista, jurista, poeta, tradutor e reitor da Universidade de Königsberg (n. 1515).

## Epacta e idade da Lua
| Epacta gregoriana | 29      |
| Idade da Lua      | Letra N |

## Por tema
- 1585 na arte
- 1585 no Brasil
- 1585 na literatura